# Мингэй

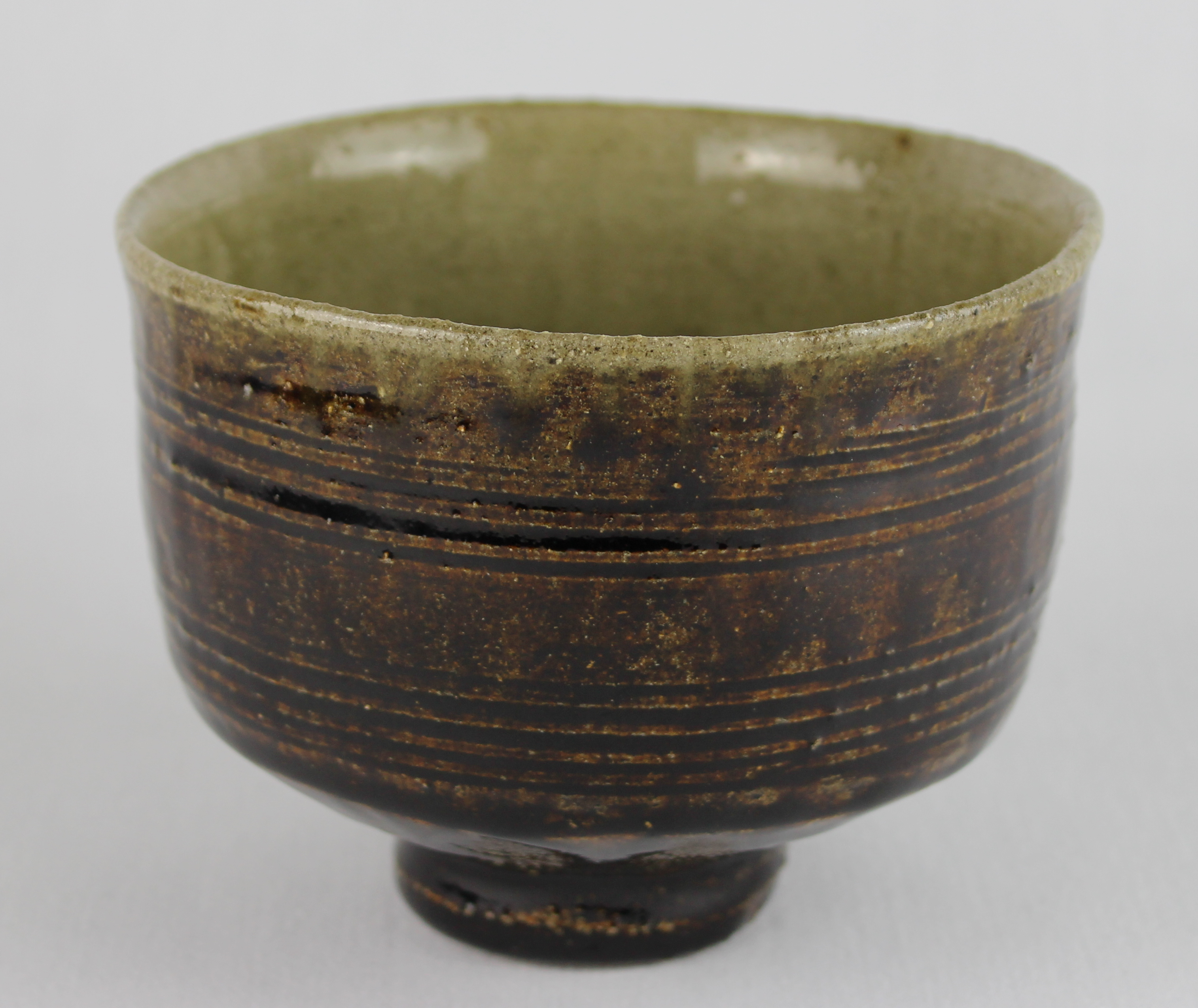
Чайная чаша, Сёдзи Хамада

Мингэй (яп. 民 芸,"народное искусство") — концепция, разработанная в середине 1920-х годов в Японии философом и эстетом Янаги Соэцу (1889—1961) вместе с группой мастеров, в частности гончарами Хамада Сёдзи (1894—1978) и Каваи Кандзиро (1890—1966). Это была сознательная попытка отделить обычные ремесла и функциональную утварь (керамику, лак, текстиль и т. д.) от «высших» форм искусства в период, когда Япония переживала вестернизацию, индустриализацию и урбанизацию. Таким образом, мингэй можно рассматривать как реакцию на быстрые модернизационные процессы в Японии.

## Истоки

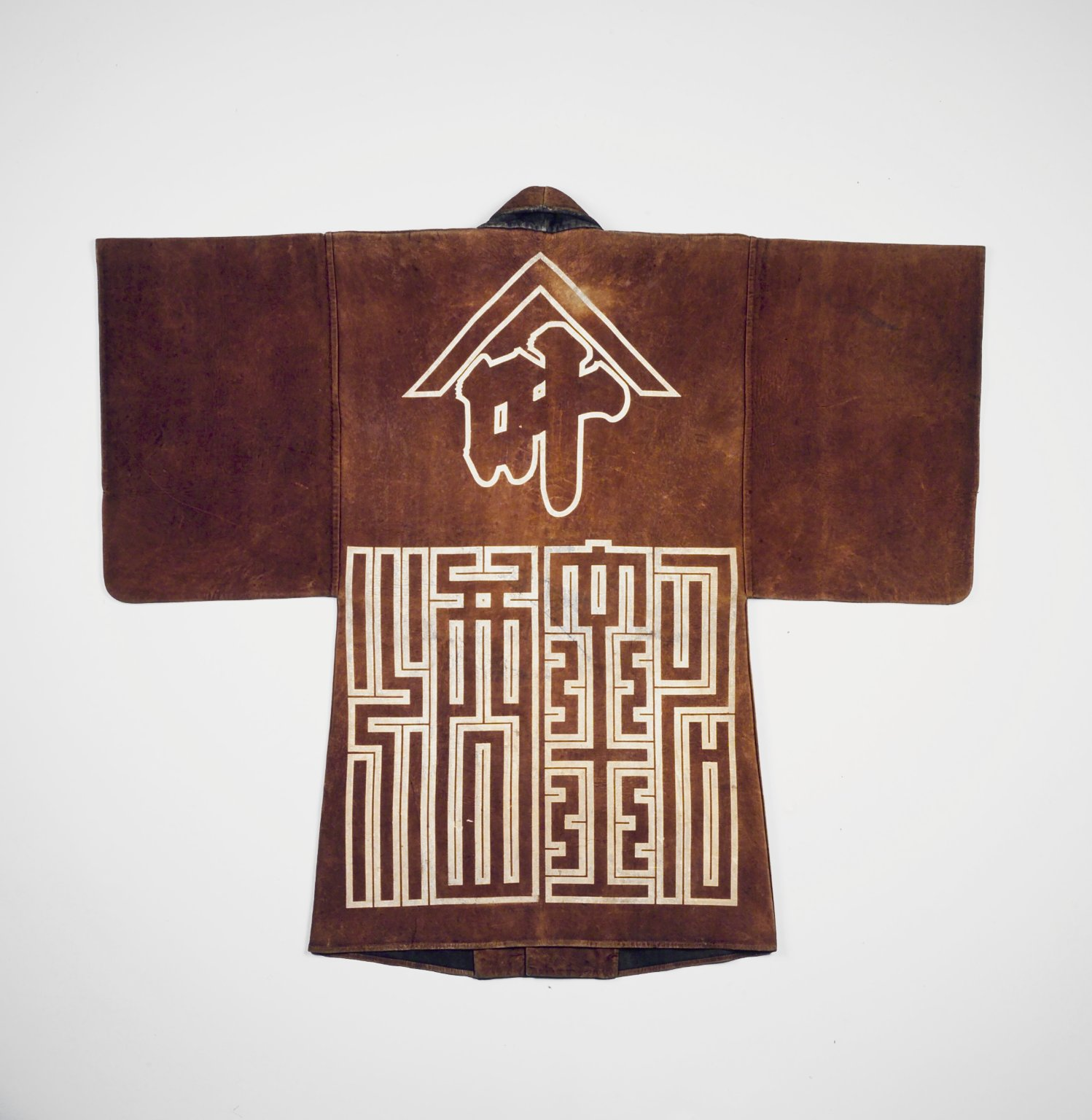
Кожаная куртка пожарного, конец XIX века. Бруклинский музей

В молодости Янаги любил керамику времен династии Ли (1392-1910), а в 1916 году совершил свою первую поездку в Корею. Там он начал собирать предметы, сделанные местными корейскими ремесленниками, в особенности керамику. Яанги предположил, что и в Японии должна быть подобная "форма искусства", созданная «безымянными мастерами». Поэтому по возвращении домой он заинтересовался богатым культурным наследием своей страны и занялся коллекционированием «исчезающей» ремесленной продукции. Предметы его коллекции включали в себя изделия из дерева, лаковую посуду, керамику и текстиль с Окинавы, Хоккайдо, а также материковой Японии.
Движение мингэй было во многом обязано своим появлением раннему интересу Янаги к Корее, где он основал Музей корейских народных ремесел (яп. 朝鮮 民俗 美術館, «Тёсэн Миндзоку Бидзюцукан») в одном из старых дворцовых зданий в Сеуле в 1924 году. В следующем году, после долгой дискуссии с Хамадой Сёдзи и Каваи Кандзиро, была придумана концепция мингэй.  Этот термин образован от слов минсю (яп. 民衆, «простые люди») и когэй (яп. 工藝, «ремесло»). Сам Янаги переводил его на английский язык как «народное ремесло» (а не «народное искусство»), поскольку он не хотел проводить корреляции с «высоким» искусством (яп. 美術, бидзюцу).
Понимая, что еще предстоит научить широкую публику понимать красоту японских ремесел, Янаги начал пропагандировать свои взгляды в серии статей, книг и лекций, а также в своей первой полной работе по теме «Когэй но Мити» (яп. 工藝の道, «Путь ремесел»), опубликованной в 1928 году. В 1931 году он основал журнал Когэй (工藝, «Ремесла»). Хотя Янаги официально объявил о создании Движения народных промыслов (яп. 日本民芸運動, «нихонмингэйундо») в 1926 году, на самом деле оно появилось только с момента публикации этого журнала, а число последователей Янаги значительно увеличилось. В 1952 году Когэй был поглощен вторым журналом Мингэй (яп. 民藝), впервые изданным в 1939 году. В 1936 году при финансовой поддержке нескольких богатых японских бизнесменов Янаги смог основать Музей японского народного ремесла (Нихон Мингэнкан (яп. 日本民芸館), а три года спустя, в 1939 году, выпустил второй журнал Мингэй (яп. 民藝).
Таким образом, в качестве активностей движения мингэй можно выделить: (1) Музей народных промыслов, который, по замыслу Янаги, должен установить «эталон красоты» ремесленного искусства; (2) Ассоциацию народных ремесел, пропагандирующую идеалы Янаги по всей Японии посредством издания двух ежемесячных журналов; и (3) магазин народных ремесел Такуми, действующий как крупный пункт розничной продажи ремесленных предметов в Токио.

## Теория
Мингэй относится прежде всего к «ремеслам обычных людей» (яп. 民衆的な工芸, «минсютэкинакогэй»). Теоретическое и эстетическое предположение Янаги заключалось в том, что красоту следует искать в обычных и утилитарных предметах повседневного обихода, созданных неизвестными мастерами. В своей первой книге, описывающей концепцию мингэй,  опубликованной в 1928 году, он подтвердил, что утилитарные предметы «превосходят красоту и уродство», и изложил ряд критериев, свойственных «настоящим» народным ремесам.
Янаги уделял особое внимание красоте. Он утверждал, что красота народных промыслов заключается в: (1) использовании натуральных материалов и ручном производстве; (2) традиционных методах и дизайне; (3) простоте и (4) функциональности; (5) массовости, означающей, что народные промыслы можно копировать и воспроизводить в большом количестве, это, в свою очередь, приводит к (6) дешевизне. Красота заключалась также в том (7), что народные промыслы должны создаваться анонимными мастерами, а не известными художниками. Наконец, (8) они обладают«красотой здоровья», при котором  "здоровое отношение" к изготовлению народных ремесел приводит к "здоровым ремеслам". Другими словами, красота и народные ремесла были продуктом японской традиции. Янаги утверждал, что предметы мингэй должны представлять регионы, в которых они производятся, и для их изготовления следует использовать натуральные материалы, найденные в окрестностях.
Книга Янаги «Неизвестный мастер» спровоцировала большой ажиотаж с момента ее первого выпуска на английском языке в 1972 году. В данной работе автор исследует японский способ восприятия и оценки искусства и красоты в повседневных ремеслах. Однако в то же время - по его собственному признанию - его теория была не просто ремесленным движением, основанным на эстетике, но «духовным движением», последователи которого должны работать в соответствии с этическими и религиозными идеалами, чтобы достичь истинной красоты.

## Прямое восприятие (直観) и самоотдача (他力道)
Главный акцент Янаги делал на красоте, которая, по его мнению, неизменна во все времена. Керамику периода Сун или средневековую готическую архитектуру он называл продуктами одного духа.
Янаги утверждал, что нельзя позволить предыдущим знаниям или предубеждениям затуманивать суждения о красоте. Воспринимать красоту можно лишь при помощи «прямого восприятия» тёккан (яп. 直観), позволяющем увидеть ремесленный объект таким, какой он есть, вне интеллектуального анализа.
Тёккан не поддается логическому объяснению и, следовательно, во многом является частью «духовного» подхода к эстетике. Но вместе с тем тёккан выступает объективным методом эстетической оценки, ведь если бы он был субъективен, то не являлся бы, по логике Янаги, "прямым восприятием".
Развивая идею "духовности" ремесел, Янаги утверждал, что не ремесленник, а сама природа творит истинное искусство и красоту, а ремесленник лишь подчиняется ей. Данное явление Янаги называл "самоотдачей" (яп. 他力道, «тарикидо») или "свободой от самого себя". Подобно тому, как амидаист верит, что можно спастись, читая молитву нэмбуцу и отрицая свое «я», так и ремесленник мог достичь «Красоты Чистой Земли», отдав свое «я» природе. Красота предмета, проистекающая из «самоотдачи», была несравненно более полной, чем у любого произведения искусства, созданного «гением-индивидуалистом».

## Послевоенное развитие
Многие традиционные обычаи Японии были утрачены после поражения страны во Второй мировой войне. Начало Корейской войны в 1950 году привело к тому, что правительство Японии учредило систему, предназначенную для защиты того, что оно считало национальным сокровищем Японии, в том числе и отдельных художников-ремесленников, к которым был применен термин «живое национальное сокровище» (яп. 人間国宝, «нингэн какухо»). Эти ремесленники считаются обладателями важных культурных навыков (яп. 重要無形文化財, «дзюёна мукэй бункадзай»). Благодаря государственной поддержке, концепция мингэй получила широкую огласку в средствах массовой информации.
Это привело к огромному потребительскому спросу на предметы ручной работы, начиная от зубочисток и заканчивая бревенчатыми домами, не говоря уже о более распространенных ремеслах. Этот спрос получил название «бум мингэй». Он продолжался до середины 70-х годов, а с тех пор постепенно снижался, пока в 2000-х годах не потерял свою актуальность для современных японцев.
Тем не менее, мастера, которые изо всех сил пытались сводить концы с концами до и сразу после Второй мировой войны, внезапно получили возможность зарабатывать на жизнь своим трудом. К примеру, повсюду стали устанавливать новые печи для гончарного производства. Однако, вместе с поддержкой пришла и массовость производства, что могло приводить к снижению качества. По словам критиков, нередко мастер был больше заинтересован в получении денег за мингэй, чем в красоте изделий.
Бум мингэй привел к ряду парадоксов, повлиявших на оригинальную теорию народных ремесел Янаги. (1) Янаги утверждал, что красота «рождается» (а не «создаётся») только в «общинном» обществе, где люди сотрудничают друг с другом. Такое сотрудничество связывало не только одного человека с другим, но и человека с природой. Однако массовый спрос на объекты мингэй привел к механизации производственных процессов, которые сами по себе в гораздо меньшей степени полагались на коллективную работу, чем в прошлом. (2) Механизация также привела к сокращению использования местных природных материалов, что также лишило современный мингэй его специфических «местных» качеств. (3) И освещение в СМИ, и потребительский спрос способствовали появлению художников-ремесленников (яп. 芸術家, «гэйдзюцука»), намеревающихся зарабатывать деньги, что повлекло за собой постепенное исчезновение более равнодушного к прибыли типа «неизвестного мастера». Следовательно, (4) мингэй превратился из ремесла в высокое искусство, которое критиковал в своё время Янаги.

## Критика:Уильям Моррисиориентализм

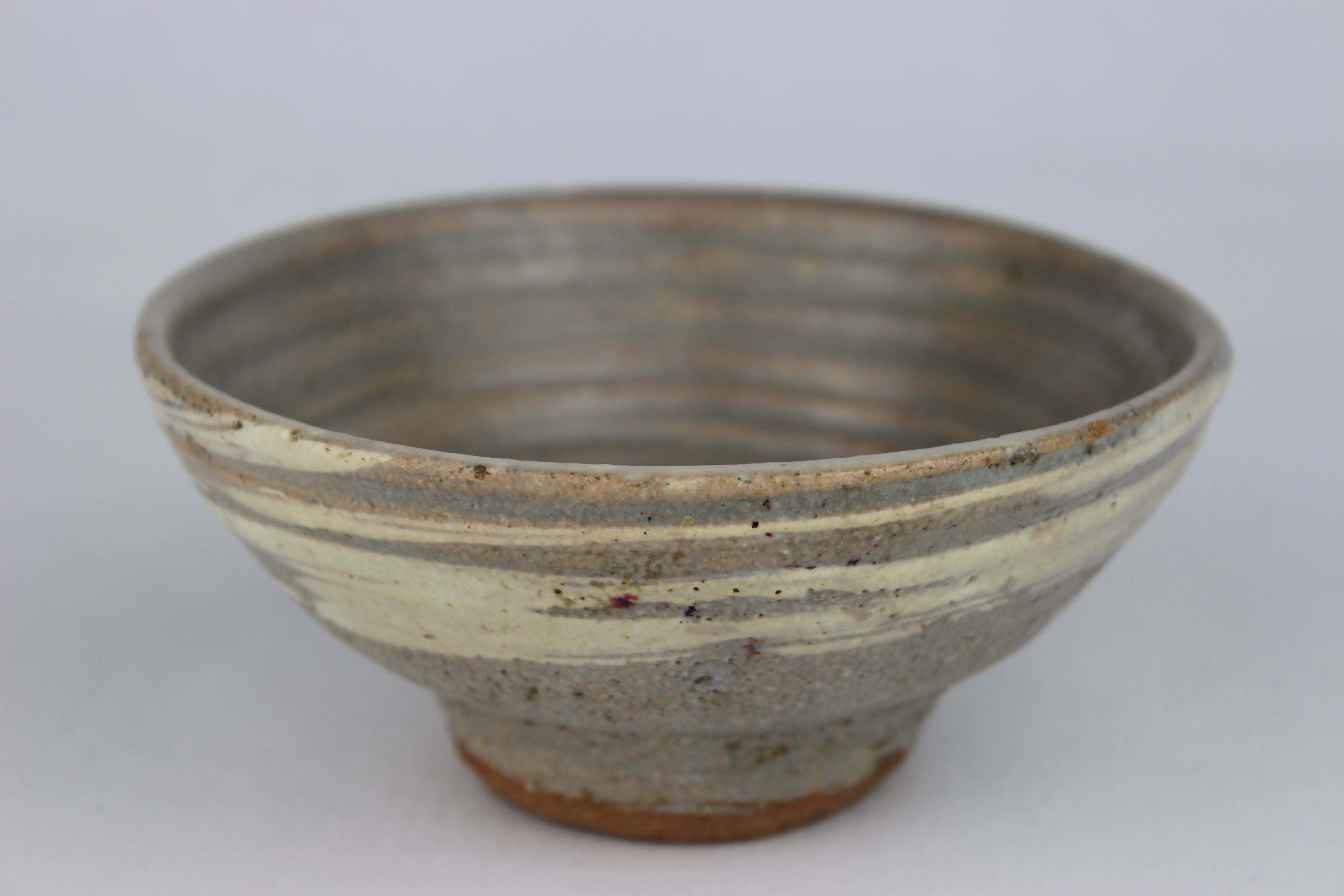
Чаша, керамика,1973

В свете того, что Янаги видит истоки красоты в «природе» и «сотрудничестве», неудивительно, что он критикует современное индустриальное общество. В этом отношении он повторяет аналогичные теории, выдвинутые в других индустриальных странах, в частности, теорию Уильяма Морриса и последователей движения "Искусств и ремесел" в Великобритании. Они, как и Янаги, утверждали, что существует тесная связь между стимулом к прибыли и качеством работы, производимой в условиях капиталистической системы наемных трудовых отношений. Но если непосредственным врагом Морриса было разделение труда, вызванное индустриализацией, то Янаги был ярым противником индивидуализма. «Измените природу индивидуализма, если люди хотят, чтобы в их жизни была красота», говорил Янаги.
Конечно, сходств между идеями Янаги и Морриса слишком много, чтобы их игнорировать. Однако не совсем ясно, когда и как Янаги ознакомился с работами Морриса. Брайан Моран утверждал, что двое из ближайших друзей Янаги, Бернард Лич (1887-1989) и Кенкити Томимото (1886-1963), могли стать его проводниками в мир идей Морриса. Но к тому моменту Янаги уже был глубоко погружен в западную науку, философию, литературу и искусство. Более того, на японском языке уже были опубликованы статьи о Рёскине и Моррисе. Тем не менее, в ходе мыслей Янаги и Морриса есть и существенные отличия. Если Моррис требовал изменить природу общества, то Янаги - природу индивидуализма.
Юко Кикути утверждал в дальнейшем, что в основе теории мингэй лежит ультранационализм. Создание «критериев японской красоты» (яп. 日本における美の標準, «нихон ни окэру би но хёдзюн») в 1927 году совпало с периодом роста популярности милитаризма в Японии. Таким образом, саму неспособность Янаги признать влияние Уильяма Морриса можно рассматривать как отголоски культурного национализма японских интеллектуалов того времени. Кроме того, он применял свой «критерий красоты» именно к ремеслам окинавцев, айну, корейцев, тайваньцев и маньчжуров, что отражает колониальный характер теории мингэй. Но вместе с тем, по мнению Лича, Янаги также помог японским художникам заново открыть для себя их оригинальную культуру.
В этом контексте работа Янаги "Корея и ее искусство" подверглась резкой критике со стороны корейских интеллектуалов, охарактеризовавших её как «колониалистский взгляд на историю». Янаги определил «красоту печали» (яп. 悲哀の美, «хиай но би») как «врожденную, изначальную красоту, созданную корейской расой» (яп. 民族の固有の美, «миндзоку но кою но би») и предположил, что долгая история иностранных вторжения нашла отражение в «грустных и одиноких» линиях корейской керамики. Такая теория была подвергнута критике корейскими учеными как «эстетика колониализма».

## Примеры мингэй

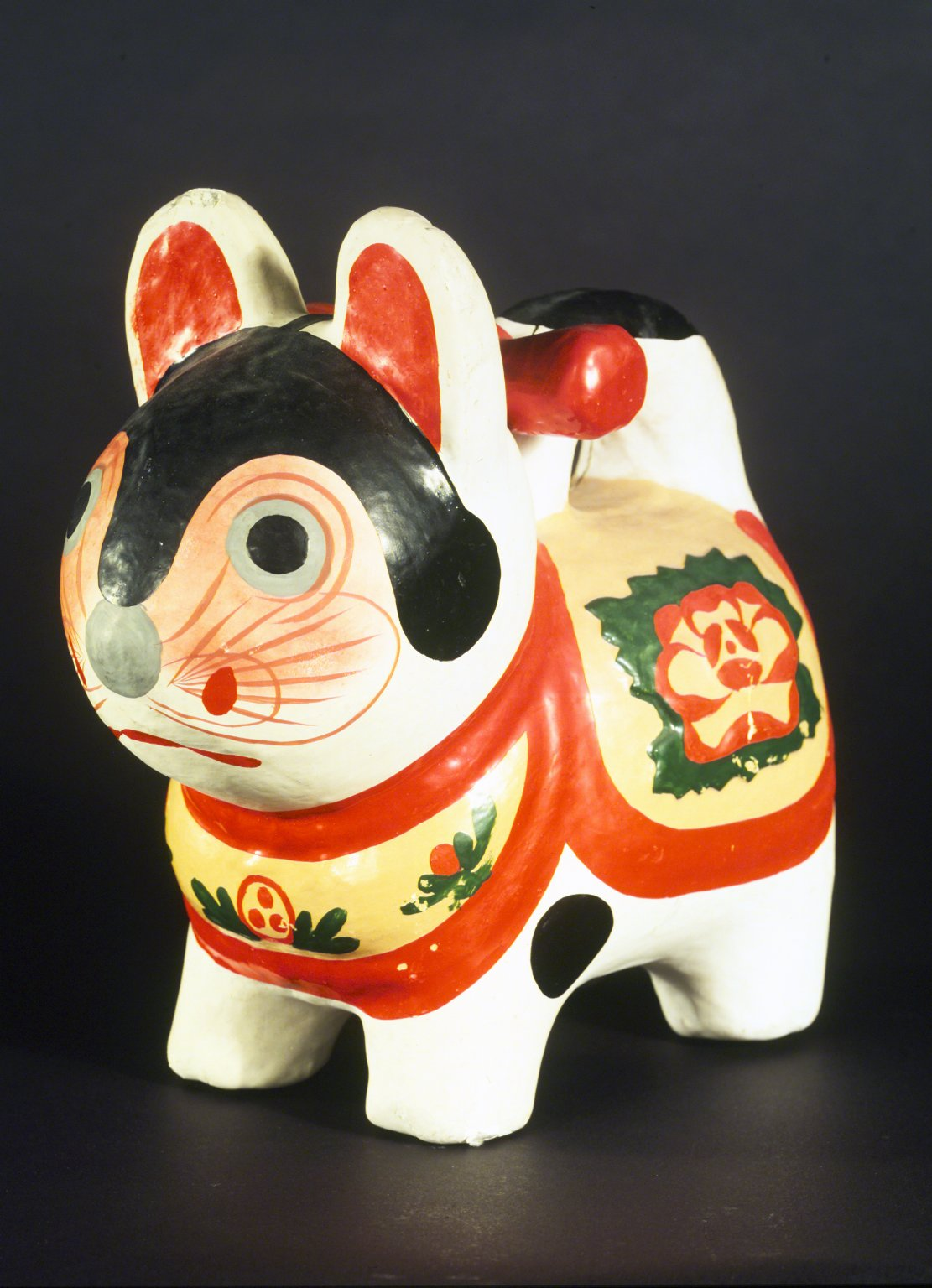
Ину-Харико (кукла-щенок из папье-маше), ок. 1950. Бруклинский музей
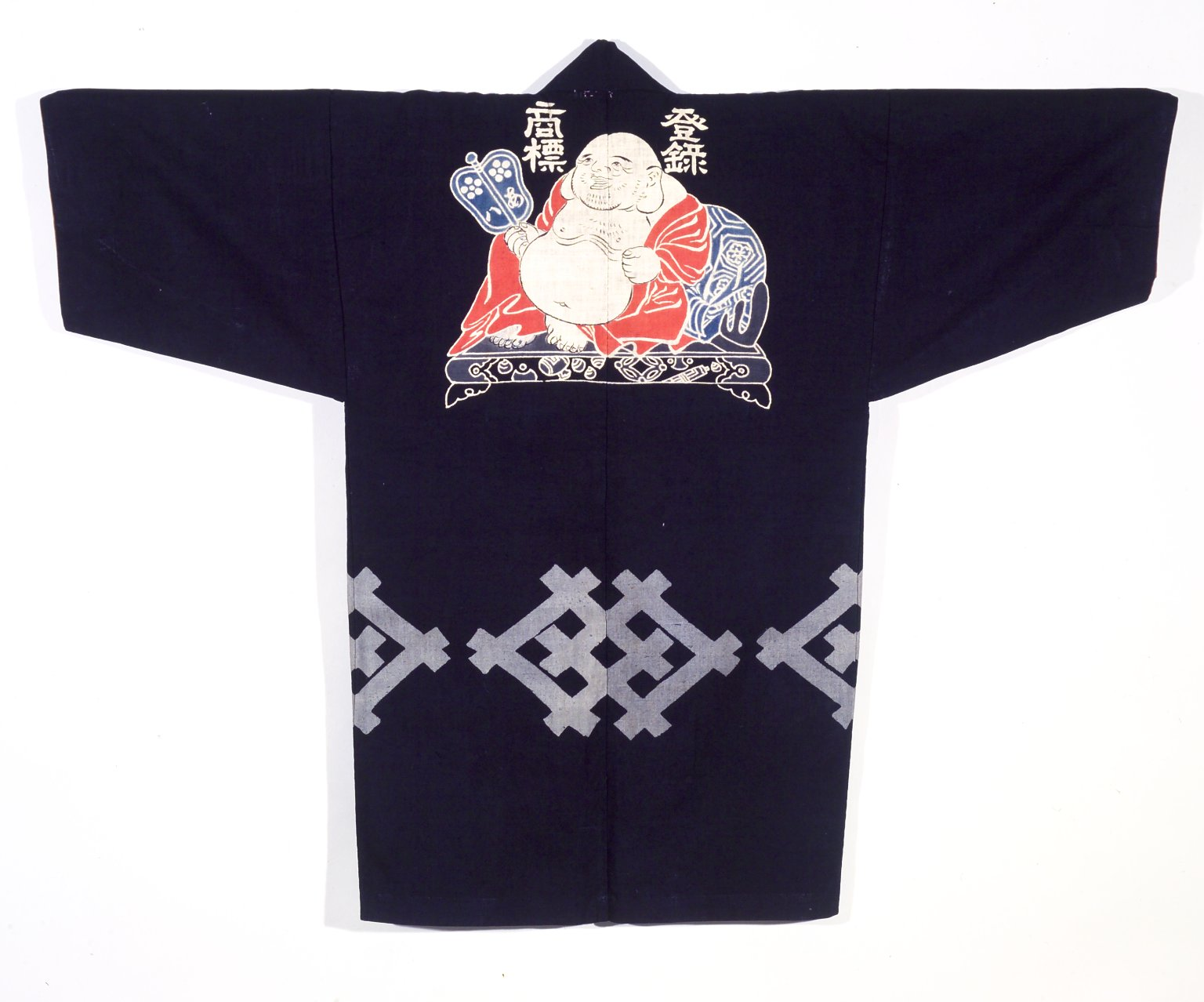
Куртка рабочего (Хаппи), конец XIX - начало XX века. Бруклинский музей
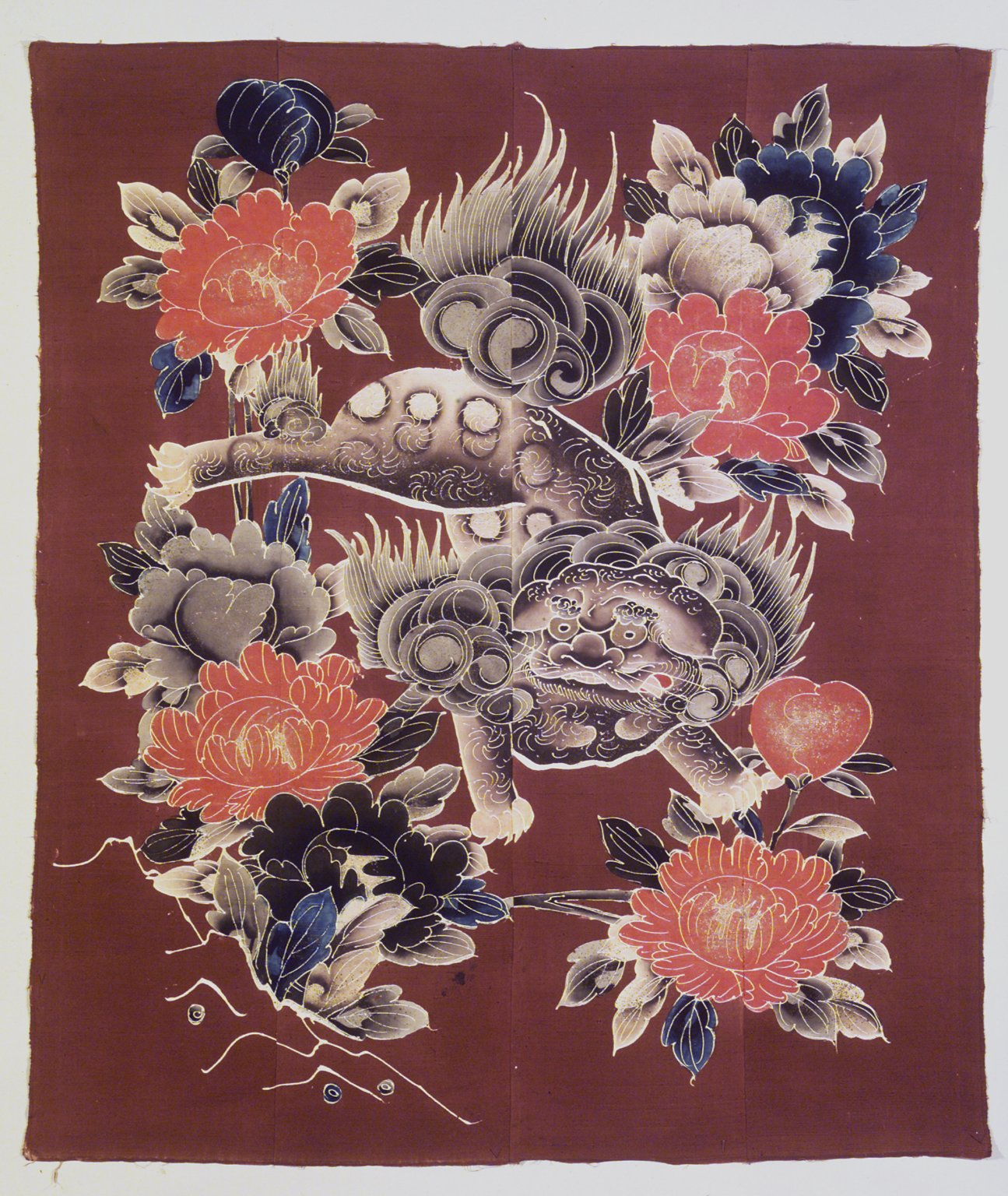
Футон, начало XX века. Бруклинский музей
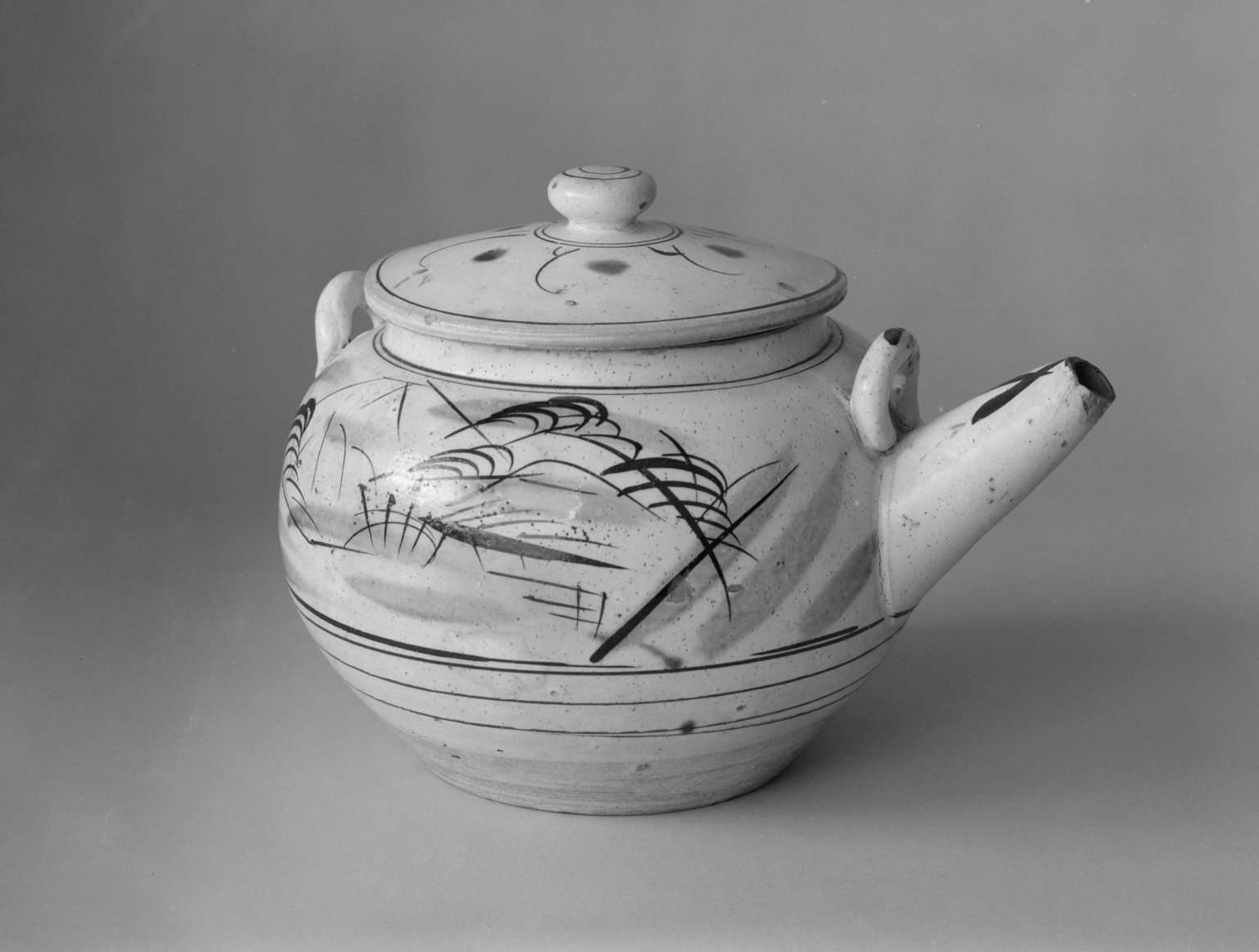
Чайник с изображением окна, ок. 1915-35 гг. Бруклинский музей
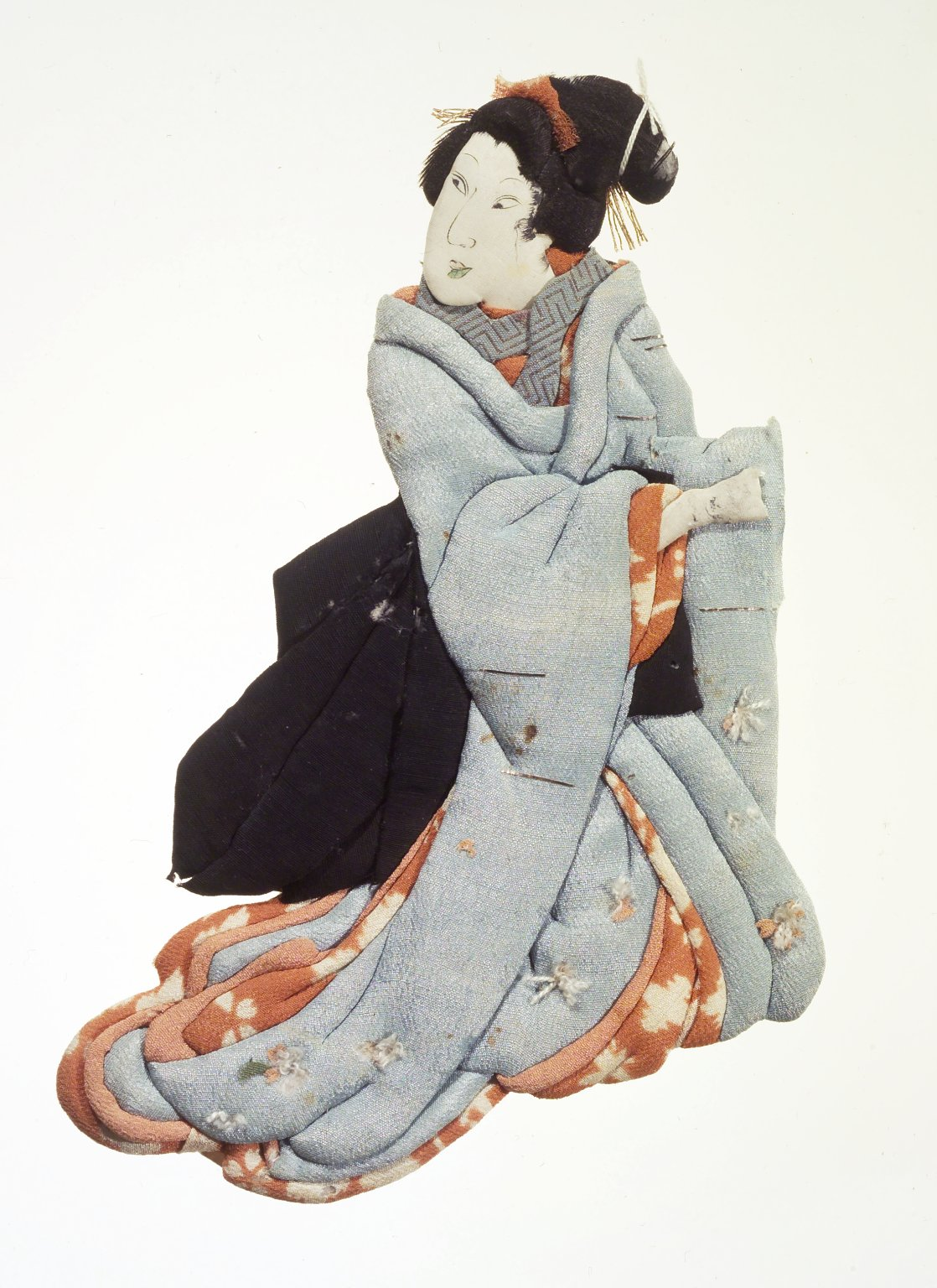
Оcи-э (аппликативная техника), Гейша, XIX век. Бруклинский музей